# 沃爾夫 (加利福尼亞州弗雷斯諾縣)
沃爾夫（英語：Wolf）是位於美國加利福尼亞州弗雷斯諾縣的一個非建制地區。該地的面積和人口皆未知。

## 地理
沃爾夫的座標為36°41′43″N 119°38′16″W / 36.69528°N 119.63778°W，而該地的平均海拔高度為102米（即335英尺）。